# Эялет
Эяле́т (осман. ایالت‎, от араб. إيالة‎ — «провинция, область») — административно-территориальная единица, провинция в Османской империи с конца XVI века по 1860-е годы и в Сефевидском государстве с начала XVI века по 1722 год. Во главе эялета стоял бейлербей. В начале XVII века Османская империя делилась на 32 эялета, Сефевидская держава — на 13 эялетов. В Османской империи система эялетов в 1864 году была реорганизована, а в 1866 году — заменена системой вилайетов.
- Важнейшие эялеты Османской империи:
  - Эялет Египет (осман. ایالت مصر‎) — провинция Османской империи с 1517 по 1867 годы.
  - Багдад (осман. ایالت بغداد‎) — в 1535—1864 годы.
  - Хабеш (Абиссиния) (осман. ایالت حبش‎) — в 1554—1802 и 1813—1872 годы,
  - Буда (осман. ایالت بودین‎) — в 1541—1686 годы.
  - Анатолия (осман. ایالت آناطولی‎) — в 1393—1841 годы.
  - Румелия (осман.  ایالت روم ایلی‎) — прим. 1365—1867 годы.